# 455

## Събития
- Столицата на Западната Римска империя се премества в Равена.

## Починали
- 16 март – Валентиниан III, западноримски император